# أماندا دوبز
أماندا دوبز (بالإنجليزية: Amanda Dobbs)‏ هي متزلجة فنية أمريكية، ولدت في 10 أغسطس 1993 في كلوفيس في الولايات المتحدة.

## وصلات خارجية
- الموقع الرسمي
- أماندا دوبز على موقع الاتحاد الدولي للتزلج (الإنجليزية)
- أماندا دوبز على موقع الاتحاد الدولي للتزلج (الإنجليزية)